# Edu-sharing (repositorio educativo libre)

El logotipo del proyecto de repositorio de código abierto edu-sharing

Edu-sharing es una solución de integración de e-learning o cursos a distancia de código abierto. El núcleo del sistema es un repositorio para la creación cooperativa, administración y uso de objetos como: archivos, enlaces, herramientas integradas y cursos de sistemas de gestión de aprendizaje como Moodle.

## Aplicación
Edu-sharing se utiliza principalmente en el área educativa. En este contexto suele usarse para:
- Ampliar la funcionalidad de administración de documentos de sistemas de gestión de aprendizaje conectados, ofreciendo un ECMS dedicado para contenido educativo
- Publicar el contenido almacenado en edu-sharing y conectar las fuentes con motores de búsqueda didáctica
- Conectar las herramientas del e-learning a través de las organizaciones

## Características
El contenido puede ser gestionado utilizando una web basada en la interfaz de usuario o vía WebDAV. El sistema ofrece diferentes opciones de búsqueda como la búsqueda por facetas o niveles.Edu-sharing soporta conjuntos de metadatas como LOM y Dublin Core. Para la utilización del contenido almacenado en el repositorio en un medio educativo, el sistema ofrece interfaces como Moodle, ILIAS, OLAT y MediaWiki. El así llamado servicio de representación o renderign-service permite el uso del contenido que no es compatible con los sistemas de gestión del aprendizaje. Algunos ejemplos de este tipo de contenidos son: cursos SCORM, pruebas y ejercicios tipo QTI, audio y archivos de vídeo o cursos de sistemas de gestión del aprendizaje. Con el fin de facilitar la reutilización de los contenidos, los usuarios pueden adjuntar licencias (por ejemplo, Creativo Commons) a sus unidades de contenidos. Comparado a otros sistemas de repositorio de contenidos educativos, edu-sharing ofrece algunas características específicas:
- Autonomía (Cada repositorio es gestionado independientemente (por ejemplo, por una organización educativa) Cada instalación forma un contenido independiente.)[1][2]
- Espacios de trabajo seguros (usuario o grupos de usuarios pueden gestionar el contenido cooperativamente en entornos privados. La publicación de contenido es 	opcional)[3]
- Interfaces a entornos de aprendizaje
- Interfaces a herramientas como Etherpad las que pueden ser instaladas vía LTI
- Solr Búsqueda empresarial de código abierto
- Transcodificación de medios para el uso de multiplataforma de archivo de audio y vídeo

## Asociación edu-sharing
Los repositorios de edu-sharing pueden ser conectados entre sí, así como a otros repositorios o redes de repositorios. Esto habilita el intercambio de contenido entre sistemas y organizaciones. La red de edu-sharing es coordinada por la asociación edu-sharing.
Está radicada en Weimar, Alemania. La asociación también tiene oficinas en Chongqing, China y Krems, Austria.
La asociación fue fundada en febrero de 2010 por personas claves de DFG, centro de proyectos y competencias en el e-learning, CampusContent , empresas de IT que están involucrados en el desarrollo de proyectos de tecnología y los usuarios del sistema. En el marco de una cumbre anual de miembros de la asociación se votó por la hoja de ruta de la comunidad,  que representa el 25 % de los votos totales de la hoja de ruta .

## Historia
edu-sharing es el resultado el proyecto “CampusContent” de FernUniversität en Hagen, el cual fue iniciado y dirigido por Bernd Krämer. CampusContent estuvo subvencionado por DFG.  A pesar de que CampusContent originalmente apuntaba a la educación académica y los recursos educativos abiertos,  resultó que las escuelas tenían una gran necesidad de intercambio de tecnología y reutilización de contenido educativo y enseñanza know-how (saber cómo). 
Esto es por qué el sistema se utilizó en escuelas antes de su aplicación en universidades. Desde el final del período de patrocinio en 2009 el desarrollo del software de código abierto ha sido gestionada por una red de proveedores de servicios de IT, que son miembros de la asociación edu-sharing.

## Tecnología
El repositorio de edu-sharing se basa en el sistema de gestión de documentos Alfresco. La interfaz gráfica de usuario utiliza Google Web Toolkit y Angular JS. La prestación del servicio se ha desarrollado en PHP .

## Literatura
- Michael Klebl,  Bernd J. Krämer, Annett Zobel: De contentar para practicar: Compartiendo práctica educativa en edu-sharing. Revista británica de Tecnología Educativa, 41(2010), Nr. 6, S. 936-951 ().
- Bernd J. Krämer, Michael Klebl, Annett Zobel: Compartiendo Buenas prácticas y Conocimiento Educativos en Edu-sharing. En: Segunda Conferencia Internacional en Móvil, Híbrido, y Aprendizaje En línea, Santo Maarten, El Netherlands, Antillas, 2010, ISBN 978-0-7695-3955-3, S. 53@–59 ().
- Bernd J. Krämer, Michael Klebl, Annett Zobel: edu-sharing@– das Portal zur Vernetzung von Anbietern und Nutzern digitaler Lernressourcen. Waxmann Verlag GmbH, Münster 2010, ISBN 978-3-8309-2326-8, S. 20@–36 ().